# Acrostichon

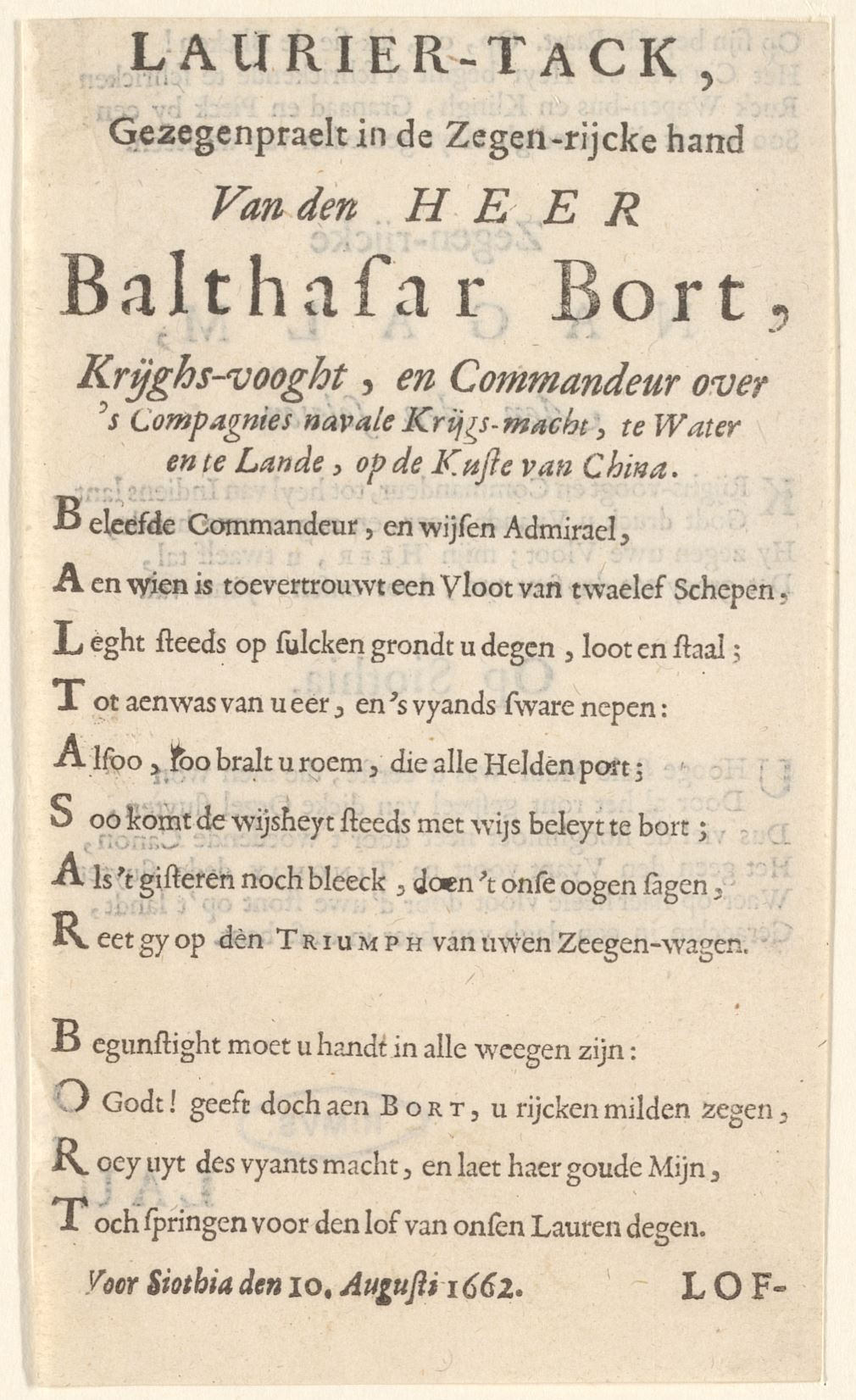
Naamdicht op Balthasar Bort, 1662

Een acrostichon (ook: naamdicht of lettervers) is een gedicht waarvan bepaalde, meestal de eerste, letters van iedere regel of strofe, achter elkaar gelezen zelf ook een woord of zin vormen. Betreft het niet de eerste, maar de middelste letters, spreekt men ook wel van een mesostichon. Het woord acrostichon is een samenvoeging van de Griekse woorden akros (uítstekend) en stichos (rij, vers). 
Een voorbeeld is de tekst van het Nederlandse volkslied, het Wilhelmus, waarvan de eerste letters van de coupletten in de originele spelling samen de naam 'Willem van Nassov' vormen. Ook de beginletters van de eerste 15 zinnen van de troonrede van 2010 vormen de naam 'Willem van Nassov'.
Sommige liederen in het Oude Testament zijn acrostichons. De beginletters vormen dan echter geen woord of naam maar de 22 opeenvolgende letters van het Hebreeuwse alfabet. Dit was wellicht als geheugensteun bedoeld. Een dergelijke vorm wordt ook wel abecedarium genoemd.
Het boek Klaagliederen in de Bijbel is bijna geheel in de vorm van het acrostichon gebouwd, op het 5de hoofdstuk na. 
Ook de psalmen 9&10, 25, 34, 37, 111, 112, 119 en 145 in de Bijbel zijn acrostichons met de letters van het Hebreeuwse alfabet. Er zijn enkele onregelmatigheden. In vertalingen zijn deze acrostichons verloren gegaan, behalve psalmen 111 en 112 in Psalmen voor Nu. In sommige edities van de Statenvertaling wordt naar de acrostichons verwezen door de namen van de Hebreeuwse letters bij de tekst te noemen. 
Het eerste hoofdstuk van het Bijbelboek Nahum is eveneens grotendeels in acrostichon opgebouwd.
In de beeldende kunst treft men ze aan als zinspreuk, waarvan de beginletters van de woorden ook de beginletters zijn van de voor- of familienaam (bijvoorbeeld: arbeid adelt, rust roest = Arnold Adolf en Reinier Rutgers). Het gegeven komt veel voor op ex librissen, boekmerken, enz.
In het verhaal Van den vos Reynaerde (de Reynaert) is aan het eind een acrostichon te vinden. In de Middelnederlandse versie zijn de slotregels:
'Bij Gode, ik dar 't u wel raden!'

Isengrijn sprak tot den bere:

'Wat zegt gij er toe, Brune here?'

'Ik ligge in den rijzeren

liever dan hier in de ijzeren.

Laat ons tot den koning gaan

ende zijnen pais daar ontvaan.'

Met Firapeel dat zij gingen

ende maakten pais van alle dingen.
Hierin wordt de tekst "Bi Willeme" zichtbaar. Dit zou slaan op Willem die Madocke maecte (waarschijnlijk de auteur van de Reynaert), die met dat acrostichon in deze slotregels zijn voornaam Willem bevestigde, maar verder is er niets expliciet bekend over hem. 
Een bijzonder soort acrostichon is een woordvierkant, een rooster waarin woorden zijn geplaatst, die zowel horizontaal als verticaal leesbaar zijn.